# Takashi Irie
Takashi Irie (jap. 入江隆 Irie Takashi; ur. 10 maja 1958 w prefekturze Ibaraki) – japoński zapaśnik w stylu wolnym. Srebrny medalista olimpijski z Los Angeles 1984 w kategorii 48 kg.
Dwukrotny uczestnik mistrzostw świata; piąty w 1981, ósmy w 1983. Złoty medal na igrzyskach azjatyckich w 1978, brązowy w 1986. Pierwszy w mistrzostwach Azji w 1979 roku.